# Костилково
Кости́лково (болг. Костилково) — село в Хасковській області Болгарії. Входить до складу общини Івайловград.

## Населення
За даними перепису населення 2011 року у селі проживали 5 осіб, усі — болгари.
Розподіл населення за віком у 2011 році:
Динаміка населення: